# Las visitaciones del diablo
Las visitaciones del diablo est un film mexicain d'Alberto Isaac sorti en 1968. Il s'agit du deuxième film du réalisateur après En este pueblo no hay ladrones (1965).

## Fiche technique
- Réalisation : Alberto Isaac
- Scénario : Emilio Carballido (roman) et Alberto Isaac  (adaptation)
- Production : Masari Films, César Santos Galindo, Alfredo Ripstein Jr., Antonio Matouk, Jorge Cardeña
- Photographie : Agustín Jiménez
- Musique : Joaquín Gutiérrez Heras, Galdino Samperio
- Montage : Carlos Savage
- Direction artistique : Manuel Fontanals
- Son : James L. Fields
- Distribution : Alameda Films
- Durée : 95 minutes
- Format : Couleur
- Genre : Drame
- Pays : Mexique
- Lieux de tournage : Mexico, Atlixco (Mexique)
- Date de sortie : 15 août 1968

## Distribution
- Ignacio López Tarso : Félix Estrella
- Gloria Marín : Arminda
- Enrique Lizalde : Lisardo
- Pilar Pellicer : Paloma
- Daniela Rosen : Angela
- Emma Roldán : Toña
- Angelina Peláez : Egas Ramírez
- Juan Ibáñez : Juan, serviteur
- Sergio Jiménez (es) : Padre Mario
- Marianela Peña : Lala
- Graciela Enríquez
- Abel Quezada : Général
- Vlady
- José Luis Cuevas
- Claudio Isaac : acolyte
- Víctor Fosado
- Emilio García Riera
- Salomón Laiter
- Carl Hillos
- Estela Matute
- Carlos Monsiváis
- Hugo Velásquez
- Manuel Michel
- Maka Strauss : Señora Werner
- Luis M. Rueda
- Aurora Suárez
- Mario Castillón Bracho

## Autour du film
Alfredo Ripstein Jr., père d'Arturo Ripstein qui était ami avec Alberto Isaac, a permis à ce dernier de réaliser son deuxième film deux ans après En este pueblo no hay ladrones — adapté d'un roman de Gabriel García Márquez — qui l'avait fait connaître. En retour, Isaac offre un rôle à Silvia Ripstein, la fille d'Alfredo, sous le pseudonyme Daniela Rosen. Premier film « commercial » du réalisateur, il se permet toutefois d'y faire apparaître de nombreux invités et caméos : les critiques Emilio García Riera et Carlos Monsiváis, les peintres Vlady et José Luis Cuevas, les réalisateurs Juan Ibáñez et Manuel Michel, et son propre fils, Claudio.